# Hans Möser
Hans Karl Möser o Hans Moeser (Darmstadt, 7 de abril de 1906 - prisión de Landsberg, 26 de noviembre de 1948) fue un oficial alemán de las SS nazis en los campos de concentración de Neuengamme, Auschwitz y Mittelbau-Dora durante la Segunda Guerra Mundial (1939-1945). Alcanzó el rango de SS-Obersturmführer. Fue capturado a finales de la guerra y juzgado por el Tribunal Militar de Gobierno de Estados Unidos por crímenes de guerra. Fue el único de los 19 acusados en el juicio Dora que fue condenado a muerte. Möser fue ahorcado en la prisión de Landsberg en 1948.

## Vida
Möser era comerciante de profesión. En octubre de 1929 se unió al partido nazi (fue el miembro n.º 155.301) y se inscribió en las SS en julio de 1931 (fue el miembro n.º 9555). En julio de 1940, Möser se unió al personal del recién abierto campo de concentración de SS-Hinzert, conocido por su brutalidad, y más tarde se trasladó a Neuengamme. Desde mayo de 1943 hasta octubre de 1943 trabajó en el campo de concentración de Auschwitz III Monowitz como kompanieführer del Wachbatallion (batallón guardia) en la planta Buna de IG Farben. A fines de abril de 1944 fue también kompanieführer de los hombres de guardia en el campo principal de Auschwitz I.
El 1 de mayo de 1944 se trasladó al campamento central de Dora. Inicialmente trabajó como schutzhafthaftlagerführer (‘custodio adjunto de protección del jefe del campo’). En julio de 1944 fue ascendido a primer custodio de protección del jefe del campo. Allí cometió los delitos que llevarían a su juicio y ejecución. Durante los ahorcamientos de los prisioneros, por ejemplo, a veces se encargaba de que las sogas se cortaran mientras las víctimas estaban todavía vivas, con el fin de prolongar su agonía.
En febrero de 1945, cuando el Ejército Rojo invadió posiciones alemanas en el frente del este (Alemania), el personal de la central de las SS en Auschwitz fueron evacuados a Mittelbau-Dora. Richard Baer (comandante de Auschwitz) y su personal se hicieron cargo del complejo Dora, y Möser fue puesto como nuevo líder adjunto, esta vez bajo Franz Hössler.
El 5 de abril de 1945, cuando Tercera División Acorazada estadounidense cercó el campo de Mittelbau-Dora, Möser encabezó una evacuación forzada de más de 3000 prisioneros en tren para ser transferidos de Neuengamme. El tren fue desviado al campo de concentración de Ravensbrück. Los prisioneros fueron conducidos luego en una marcha de la muerte y asesinados.

## Juicio y ejecución
Möser fue detenido al final de la guerra. En junio de 1945, tras la investigación de la misión Fedden de las condiciones en Dora, Möser quedó entre los 19 acusados que fueron juzgados por la Corte gubernamental estadounidense general militar en el juicio Dora (Estados Unidos de América contra Arthur Kurt Andrae et al., caso n.º 000-50-37), que formó parte de los juicios de Dachau. El 7 de julio de 1947 comenzaron las actas y duraron hasta el 30 de diciembre. Se demostró que Möser había estado presente en ahorcamientos y que disparaba personalmente a los prisioneros durante los intentos de fuga. La responsabilidad de las marchas de la muerte durante la evacuación final del campo de Dora también se atribuyeron a Möser.

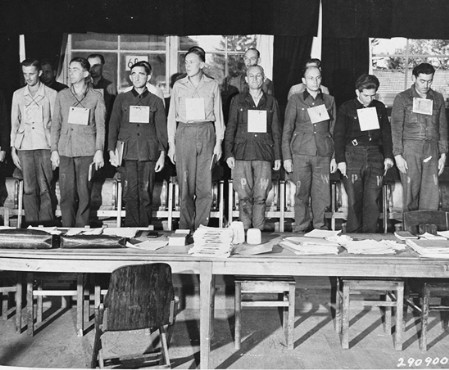
Los acusados del juicio Dora (julio a diciembre de 1947). Hans Möser es el tercero desde la derecha.

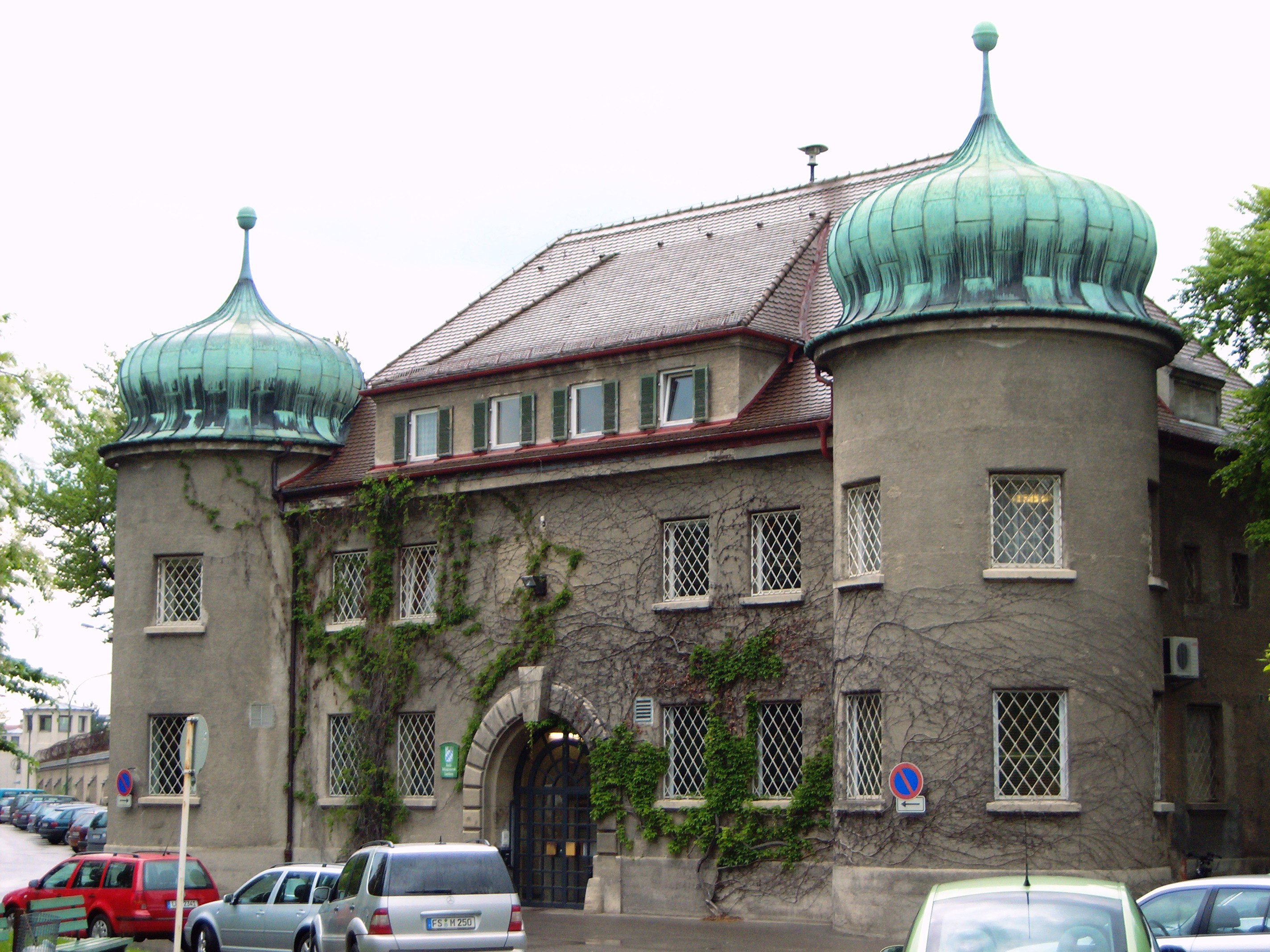
La cárcel de Landsberg, a unos 65 km al oeste de Múnich.

En su declaración durante el juicio, Möser dijo:

De la misma manera, con el mismo placer con que ustedes les disparan a un venado, yo le disparaba a un ser humano. Cuando llegué a las SS y tuve que matar a tiros a las primeras tres personas, durante tres días la comida me supo mal. Pero hoy en día es un placer. Es una alegría para mí.
The same way, with the same pleasure, as you shoot deer, I shot a human being. When I came to the SS and had to shoot the first three persons, my food didn’t taste good for three days, but today it is a pleasure. It is a joy for me.
Hans Möser

Möser fue encontrado culpable, y fue el único acusado en el juicio Dora que resultó condenado a muerte.
Después de las apelaciones, Möser fue ejecutado en la horca en la prisión de Landsberg, el 26 de noviembre de 1948.